# 岳阳县第一中学
岳阳县第一中学（英語：Yueyang County No.1 High School）位于湖南省岳阳市岳阳县，为岳阳市公立学校，湖南省示范性中学之一。

## 历史
1978年，邓小平上台拨乱反正后，开启了改革开放的政策，岳阳县第一中学建立。

## 著名校友
- 付文韬，蛟龙号科学工作者。
- 张澜，蛟龙号科学工作者。

## 奖项
岳阳县第一中学先后荣获“全国五一劳动奖状单位”、“全国模范职工之家”、“全国民主管理先进单位”、“全国体卫工作先进单位”、“湖南省文明单位”、“湖南省安全文明校园”等荣誉奖项。